# دجاج الأرض
دُجَاجيَّات الأرض أو دجاج الأرض أو الطيطوي أو الطيطويةِ أو الشنقب أو طائر الرمل أو زمار الرمل (الاسم العلمي: Scolopacidae) (نقحرة: سكولوباسيدي أو سكولوباسيداي) هي فصيلة من الطيور تتبع رتبة الزقزاقيات من طائفة الطيور.	وهي فصيلة طيور تتكون من 86 نوع، وهي طيور جوالة في المياه الساكنة، يتراوح حجمها بين الصغير والكبير.	

## أجناس
- الدريجة
- المخطاف (الفلروب)
- دجاجة الأرض

## غذاءه
يتغذى طائر الرمل (دجاج الأرض) في المقام الأول على اللافقاريات، وهي الكائنات التي لا تحتوي على عمود فقري مثل الديدان والرخويات والقشريات والحشرات والعناكب. كما يتغذى أيضًا على بعض الفقاريات، وهي الكائنات التي تحتوي على عمود فقري، بما في ذلك الأسماك الصغيرة والبرمائيات. كما تتغذى بعض الأنواع من هذه الطيور أيضًا على المواد النباتية في أوقات معينة من العام، غالبًا عندما لا تتوفر فريسة الحشرات. قد تشمل المواد النباتية التي يأكلها الطيور التوت والأرز والبذور والبراعم الخضراء. لدى بعض أفراد عائلة طيور الرمل استراتيجيات تغذية فريدة، على سبيل المثال تقلب طيور الرمل الدوارة (قنبرة الماء) الحجارة والأصداف بحثًا عن الفريسة، بينما يركض طائر الرمل تيريك (طيطوي نكات) وراء السرطانات الصغيرة التي تحفر الجحور.

## معرض صور

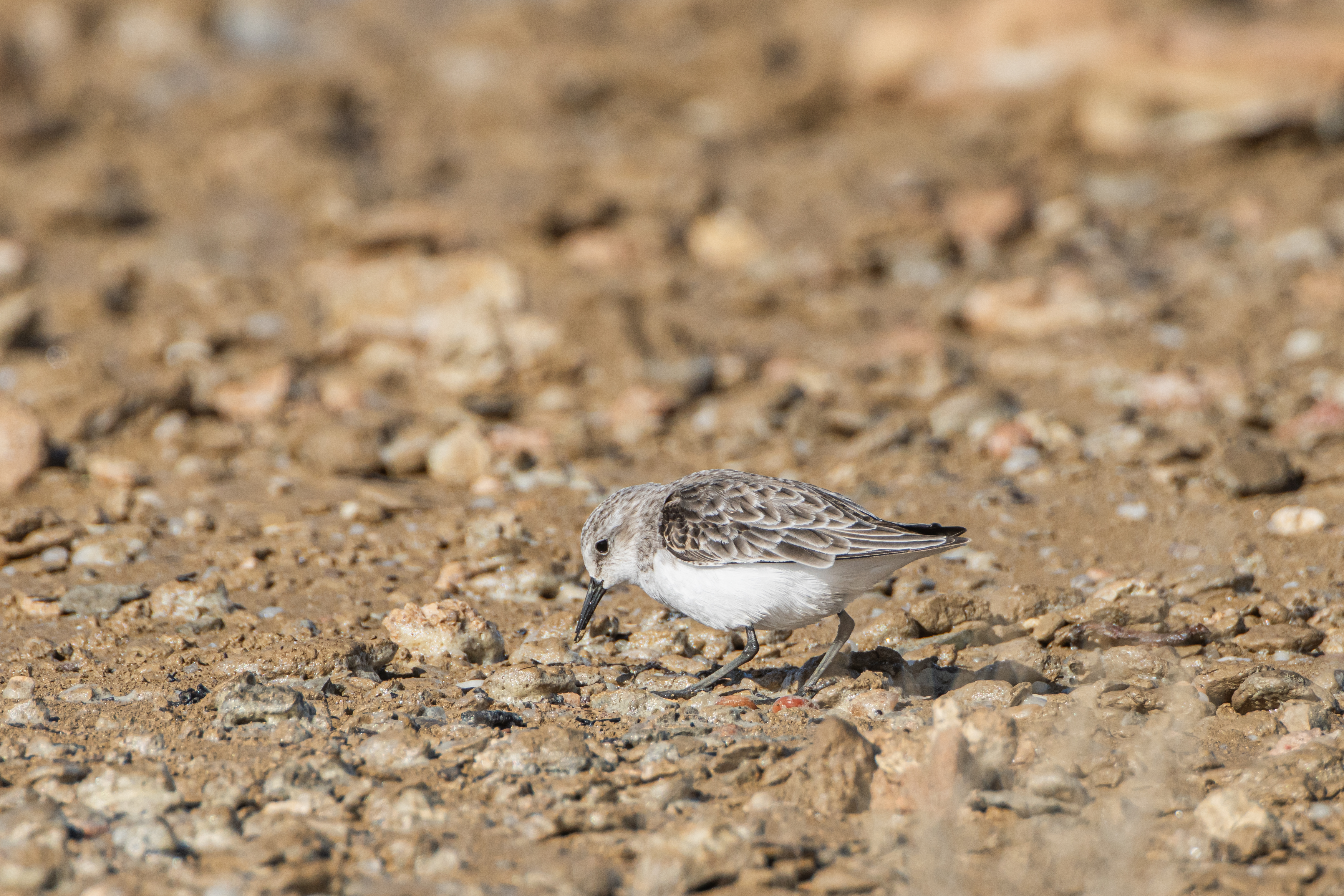